# Zurivka, Makariv
Zurivka (în ucraineană Зурівка) este un sat în așezarea urbană Makariv din regiunea Kiev, Ucraina.

## Demografie
Componența lingvistică a localității Zurivka
     Ucraineană (93,33%)
     Rusă (6,67%)
Conform recensământului din 2001, majoritatea populației localității Zurivka era vorbitoare de ucraineană (93,33%), existând în minoritate și vorbitori de rusă (6,67%).